# شوارتسهوفن
شوارتسهوفن (به آلمانی: Schwarzhofen) یک شهر در آلمان است که در بایرن واقع شده‌است.

## خصوصیات
شوارتسهوفن ۳۶٫۱۱ کیلومترمربع مساحت دارد ۳۸۲ متر بالاتر از سطح دریا واقع شده‌است.